# 康拉德三世 (德意志国王)
康拉德三世（英語：Konrad III.，1093年—1152年2月15日），霍亨斯陶芬王朝的第一位罗马人民的国王。从1116年到1120年是法兰克尼亚公爵，从1127年到1135年是洛泰尔二世的反对国王，从1138年到1152年他去世担任德意志王国的国王。
康拉德三世是士瓦本公爵腓特烈一世的儿子，他母亲阿格尼丝是萨利安王朝帝國皇帝亨利四世的女儿。在他的统治期间，开始了归尔甫派和吉伯林派之间的冲突。他参与第二次十字軍東征，后来病倒并返回君士坦丁堡。伤愈后，他去了耶路撒冷，但经历了一系列的失败。从十字军东征回来，他捲入与托斯卡納藩侯韋爾夫六世對巴伐利亞公國的主张的一些冲突中。在他临终时，他指定他的侄子腓特烈·巴巴羅薩（腓特烈一世）代替他的儿子腓特烈四世作为他的继任者。

## 霍亨斯陶芬的崛起
施陶芬家族的起源与崛起之路可追溯至11世纪的阿尔萨斯地区。据最新研究显示，施陶芬家族的奠基者弗里德里希·冯·比伦（康拉德祖父）约1050年与希尔德加德联姻一事，推翻了过往关于施莱特施塔特领地源自女方嫁妆的传统认知。研究指出，该领地实为弗里德里希原有产业，佐证了施陶芬家族实为阿尔萨斯本土贵族而非传统认知中的士瓦本望族。直至12世纪初弗里德里希一世公爵时期，该家族方东迁至士瓦本东部的雷姆斯河谷，开启了新的发展阶段。
施陶芬家族的兴盛经过了三大策略：首先是对行政体系的整合——通过接管修道院监护权（这类职权多由管家阶层行使），施陶芬成功将地方行政系统纳入统治架构，在基层贵族中构筑起稳固的物质基础；其次是教区网络的经营——借助对维尔茨堡、沃尔姆斯与施派尔三大教区的主教任免影响力，他们巧妙维系着城市公社、神职集团与贵族阶层的三角关系；最后是政治联姻——通过与多个显赫家族缔结战略婚姻拓展了血缘纽带。
施陶芬家族的母系与萨利安王朝亲缘的接近远胜其父系血统。康拉德之母阿格尼丝乃倒数第二位萨利安皇帝亨利四世之女。当时编年史多将康拉德视作萨利安家族的亲属或后裔，但其地域出身却鲜少被提及。即便康拉德称王后，他亦在皇家诏书中援引萨利安诸王为其先祖而非其施瓦本身份。
亨利四世与南德诸侯——施瓦本公爵鲁道夫、策林根家族的贝特霍尔德及巴伐利亚的韦尔夫四世的冲突，为施陶芬家族崛起奠定了基础。施瓦本公爵鲁道夫被选为德意志对立国王后，为反制叛乱南德贵族，亨利四世于1079年复活节册封比伦的弗里德里希之子弗里德里希为新任施瓦本公爵。然其是否曾在阿尔萨斯、施瓦本或法兰克尼亚行使权力，今已不可考。皇帝将女儿阿格尼丝许配于他。弗里德里希早逝于1105年，遗下两子：1093年出生的康拉德及其年长三岁的兄长弗里德里希二世。丧夫后，阿格尼丝与奥地利藩侯利奥波德三世缔结新姻。弗里德里希二世在父逝后迅速接管权职，自1106年起正式袭承公爵头衔。